# تصاویر (آلبوم)
صور نام یکی از آلبوم‌های کاظم الساهر، خواننده، شاعر و آهنگساز عراقی است. این آلبوم که شامل ۱۳ آهنگ می‌باشد در سال ۲۰۰۸ میلادی و توسط شرکت عربستانی روتانا منتشر شد.

## آهنگ‌ها
- اخیراً - ۴:۱۳
- ام الشیله - ۳:۴۸
- انسی العالم - ۳:۴۷
- ست الحلوات - ۳:۳۹
- صدف - ۴:۰۰
- صور - ۴:۱۹
- تحب تدلع - ۳:۵۶
- تحبنی - ۴:۱۹
- عایل - ۴:۲۱
- علامک - ۴:۱۹
- مع بغدادیه - ۷:۲۹
- هاخد الروح - ۵:۱۹
- هات حضنک - ۴:۴۷